# Lathyrus sphaericus
Lathyrus sphaericus é uma espécie de planta com flor pertencente à família Fabaceae. 
A autoridade científica da espécie é Retz., tendo sido publicada em Observationes Botanicae 3: 39. 1783.

## Portugal
Trata-se de uma espécie presente no território português, nomeadamente em Portugal Continental e no Arquipélago da Madeira.
Em termos de naturalidade é nativa das duas regiões atrás indicadas.

## Protecção
Não se encontra protegida por legislação portuguesa ou da Comunidade Europeia.